# Juru
Juru es un municipio del estado de la Paraíba (Brasil). Se localiza a una altitud de 580 metros. De acuerdo con el IBGE (Instituto Brasilero de Geografía y Estadística), en el año de 2006 su población era estimada en 9.692 habitantes. Área territorial de 403 km².
El municipio está incluido en el área geográfica de cobertura del semiárido brasilero, definida por el Ministerio de la Integración Nacional en 2005. Esta delimitación tiene como criterios el índice pluviométrico, el índice de aridez y el riesgo de sequía.